# Steve Vai
Steve Siro Vai (Carle Place, Nassau megye, New York, 1960. június 6. –) amerikai–olasz gitáros, zeneszerző és producer.
Az utóbbi 3 évtized egyik legegyedibb, legnagyobb hatású gitárvirtuóza, aki nemcsak játékával, de technikai újításaival is nagymértékben befolyásolta a modern rockgitározást.
A Grammy-díjas gitáros karrierje 1980-ban indult Frank Zappa oldalán. 1983-ban szólókarrierbe kezdett, de megfordult David Lee Roth mellett, valamint tagja volt az Alcatrazz, a Whitesnake és a Public Image Ltd együtteseknek is. Állandó tagként vett részt 1996-tól a G3 turnékon is, ahol olyan zenészekkel állt egy színpadon, mint John Petrucci, Eric Johnson, Yngwie Malmsteen, Robert Fripp vagy Billy Sheehan. Emellett számos előadó lemezén vendégeskedett már, köztük olyanokén, mint a Motörhead, Alice Cooper, The Devin Townsend Band, vagy Marty Friedman.
1999-ben Frank Zappa példáját követve, saját kiadót indított Favored Nations néven. A kiadó és Vai az ifjabb gitárosok mentoraként lehetőséget biztosít a szélesebb körű bemutatkozásra.
Felesége Pia Maiocco, a Vixen exbasszusgitárosa. Két gyermekük van, Julian Angel és Fire.

## Pályafutásának kezdete
13 éves korában kezdett el gitározni, olyan előadók hatására, mint Alice Cooper, a Led Zeppelin, és Jimi Hendrix.
Gitárosok közül Jimmy Page, Jimi Hendrix, Jeff Beck valamint Alice Cooper szólógitárosa Glen Buxton volt rá hatással, de kedvelte Allan Holdsworth stílusát is.
Eleinte autodidakta módon gitározott, majd felvételt nyert a neves Berklee College of Music-ba, ahol Joe Satriani tanítványaként sajátította el a gitározás fortélyait. Gyakorlását szinte a vallásos buzgalom jellemezte, napi 15 órán át koptatta a húrokat.
Diákkorában lekottázta nagy példaképe, Frank Zappa gitárszólóit, ami különösen nehéz feladatnak bizonyult, hiszen Zappa szólógitárosként nem előre megírt frázisokkal dolgozott, hanem improvizált.
Vai egy ilyen próbálkozását küldte el Zappanak is, valamint egy kazettát is mellékelt hozzá, melyen többek között az instrumentális The Black Page átirata is szerepelt.
Frank Zappa felfigyelt az ifjú gitáros teljesítményére, így hamarosan be is vette zenekarába.

### Frank Zappa, a mentor
1980-ban jelent meg Zappa You Are What You Is albuma, melyen már Vai is szerepelt. Vai a megjelenést követően vált teljes jogú taggá, amikor a zenekar 1980-ban turnéra indult. A következő Zappa albumok révén ˙(Ship Arriving Too Late to Save a Drowning Witch-1982, The Man from Utopia-1983) Steve Vai a nemzetközileg is elismert gitárosok közé lépett.
Zappa rendszerint a "kis olasz virtuóz" szavakkal mutatta be, a lemezborítókon pedig "a lehetetlen gitártémák felelőse" és "gitárkaszkadőr" jelzőkkel illette.
1982-ben kilépett, hogy szólókarrierbe kezdjen, de
később többször visszatért Zappa mellé (először 1984-ben). Összesen 6 stúdiólemezén hallható Vai játéka, valamint számtalan koncertfelvételen (lásd a Frank Zappával készült felvételek fejezetet).

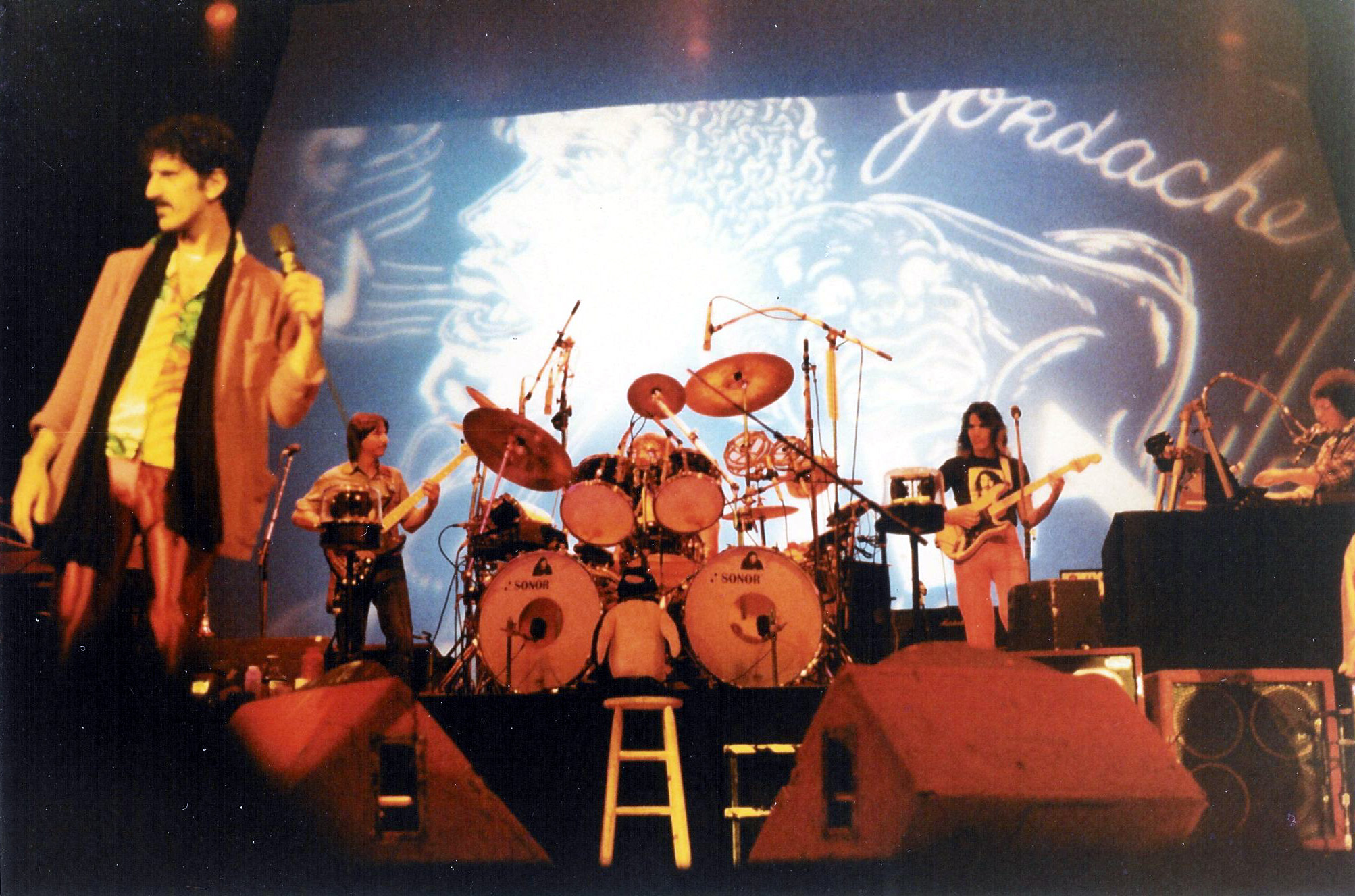
Steve Vai egy Frank Zappa koncerten a dobfelszerelés mellett jobbra. A fotó 1980. október 25-én készült New Yorkban.

### 1980-as évek
Steve Vai miután otthagyta Frank Zappát, elköltözött Kaliforniába. Itt rögzítette első albumát Flex-Able címmel. A korong nyers és terjengős zenét tartalmazott, de számos zseniális pillanata is volt, amellett, hogy erősen lehetett érezni rajta Frank Zappa hatását. Vai az anyagot saját költségén jelentette meg.
Az albumot 1984-ben egy limitált EP követte a Flex-Able Leftovers.
1985-ben csatlakozott az Alcatrazz nevű heavy metal zenekarhoz, ahol Yngwie Malmsteen megüresedett helyére állt be. Az 1985-ös Disturbing the Peace album erejéig tartott az együttműködés, Vai ugyanis a megjelenést követően továbbállt.
Ezt követően olyan ajánlatot kapott, melyről akkoriban a legtöbb rockgitáros álmodozott. A Van Halenből kilépett David Lee Roth újonnan alakult szólózenekarába hívták meg. Vai elfogadta az ajánlatot, így 1985-ben már az ő játékával jelent meg az Eat 'Em and Smile album. A ritmusszekciót Gregg Bissonette és Billy Sheehan alkotta. A könnyen emészthető, a hangszeres virtuozitást sem nélkülöző dalok, valamint a látványos koncertek hamar meghozták a sikert, Vai pedig szupersztárrá vált. Gitártechnikája, látványos hangszerei és öltözködése révén a kor egyik legünnepeltebb gitárhősévé lépett elő, az Eat 'Em and Smile pedig 1986 egyik legkelendőbb lemeze lett.

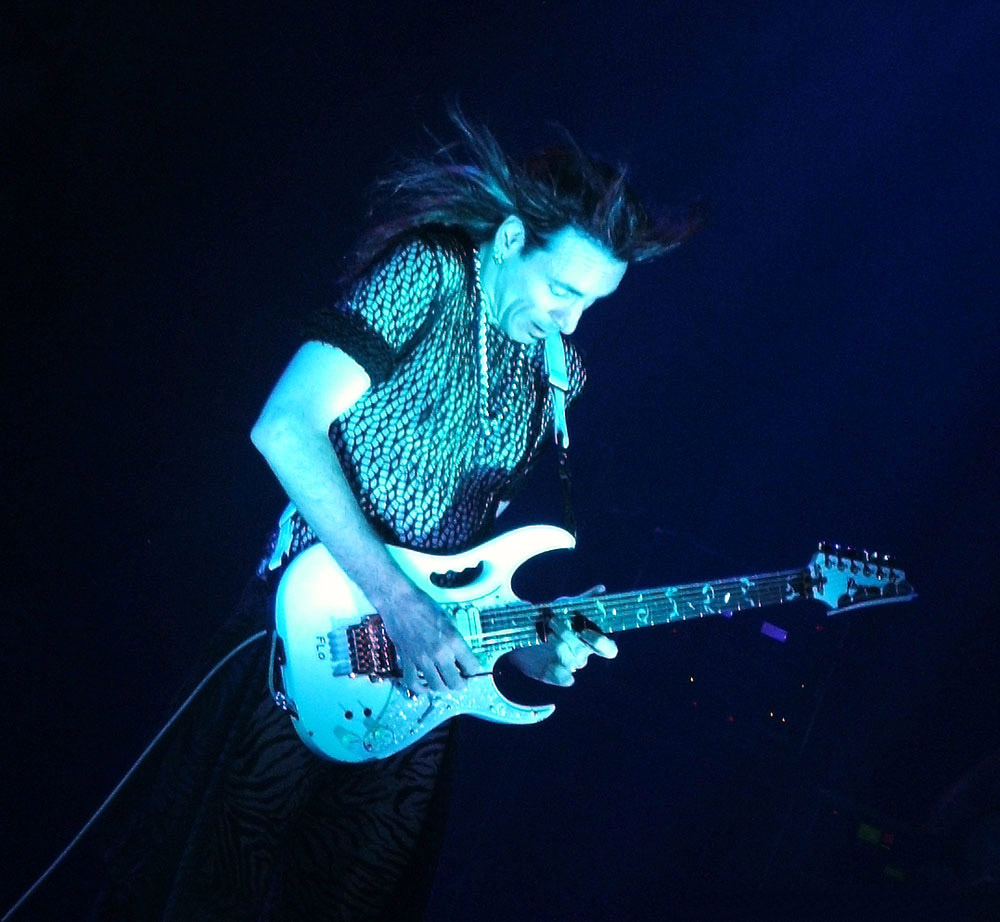
2005 szeptemberében egy olaszországi koncerten.

1986-ban az ex-Sex Pistols tag John Lydon zenekarával (Public Image Ltd) készített egy albumot, mely Album címmel jelent meg.
Szintén 1986-ban szerepelt a Crossroads című filmben, melyben az ördög gitárosát játszotta.
1988-ban még egy lemezt rögzített David Lee Roth oldalán, mely a Skyscraper címet kapta.
1989-ben a korszak egyik legnagyobb hard rock zenekarába a Whitesnakebe kapott meghívást, ahol Vivian Campbell helyét töltötte be. A felvételek megkezdése előtt az együttes másik gitárosának Adrian Vandenbergnek megsérült a csuklója, így minden gitárt Vai játszott fel a készülő lemezre. Az anyag Slip of the Tongue címmel 1989-ben jelent meg, és aratott óriási sikert. A mai napig a második legnagyobb példányszámban eladott Whitesnake korong készült el.
A bizarr zenei kísérleteiről már ekkor is hírhedt Vai játéka erősen megosztotta a rajongótábort, ugyanis hangzásával teljesen kiölte a bluest a Whitesnake-ből.

### 1990-es évek
1990-ben a Whitesnake tagjaként világkörüli turnén vett részt. A programban nemcsak egy gitárszóló kapott helyet, hanem Vai előadta a For the Love of God és az Audience Listening című instrumentális szerzeményeit is, a készülő szólóalbumáról így is extra promóciót biztosítva annak.
Szólóalbuma Passion and Warfare címmel 1990-ben jelent meg. A nagyrészt instrumentális lemezen Vai nemcsak technikai tudását, hanem zeneszerzői képességeit is bizonyította. A korong hatalmas sikert aratott, egy héten belül bearanyozódott.
A 90-es évek legelején távozott a Whitesnake soraiból, hogy szólókarrierjére koncentrálhasson.
Az 1990-es években Steve bandáját Mike Mangini (dob), Mike Keneally (gitáros) és Pilip Bynoe (basszusgitár) alkotta. 1991-ben Joe Satriani társaságában rögzítette a 'Feed My Frankeinstein' című dalt Alice Cooper Hey Stoopid albumára.
1992-ben a Bad4Good névre hallgató hard rock együttes Refugee albumán producerkedett.
1993-ban új szólólemezt adott ki Sex & Religion címmel. A korábbiaknál súlyosabb hangzású lemezen az a Devin Townsend énekelt, aki később a Strapping Young Lad együttesben vált világhírűvé.
1994-ben a Guitar World magazin "minden idők 100 legnagyobb gitárszólója" listáján 29. helyezést érte el Vai For the Love of God dala.
1994-ben Ozzy Osbourne oldalán dolgozott, de a közös munkából csak a My Little Man című dalra futotta, mely az Ozzmosis lemezre került fel. Az együttműködés során több ötlet is született, de Zakk Wylde újrajátszotta Vai témáit.
Szintén 1994-ben Steve Vai megkapja megérdemelt Grammy-díját a "Sofa" című darabért, amit a Zappa’s Universe című, Zappa szerzeményeiből (és tiszteletére) összeállított koncerten adott elő 1991-ben.
1995-ben egy hétszámos EP-t adott ki Alien Love Secrets címmel. A 90-es évek közepére, Vai jelentősen veszített abból a népszerűségből, ami a 80-as évek második felében és a 90-es évek legelején körbevette. A Nirvana sikere után mindent elsöprő grunge, majd az azután következő új punkhullám nem kedvezett Steve számára sem.
1996-ban új szólólemezt adott ki FireGarden címmel. Ugyanebben az évben meghívást kapott a Joe Satriani vezette G3 koncertsorozatra, ahol Vai és Satriani mellett Eric Johnson lépett még színpadra. A körút során Vai neve ismét visszatért a köztudatba, hiszen a fellépések során rengeteg fiatal rajongót szerzett magának. A G3 turnén Mike Mangini dobos, Philip Bynoe basszusgitáros és Mike Keneally ritmusgitáros kísérte. A következő években megrendezett G3 turnékon Vai mindig jelen volt egészen 2007-ig.
- 1998-ban szerepelt Al Di Meola The Infinite Desire albumán.
- 1999-ben új szólólemezt adott ki The Ultra Zone címmel, melyet 2000-ben egy The Seventh Song címre keresztelt válogatásalbum követett. Utóbbi érdekessége, hogy a korongon hallható dalok, a korábbi lemezeken kivétel nélkül hetedik dalként szerepeltek.

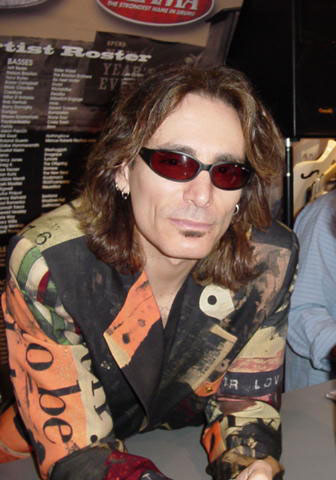
Steve Vai

### 2000-es évek
2001-ben egy koncertlemez jelent meg a neve alatt Alive in an Ultra World címmel, melyet egy év múlva a The Elusive Light and Sound, volume 1 című válogatásalbum követett.
2001 decemberében London-ban adott koncertet, mely később DVD változatban, Live at the Astoria címmel jelent meg. Vai csapatában ekkor olyan legendás muzsikusok zenéltek, mint Tony MacAlpine, Billy Sheehan, valamint Virgil Donati dobos és Dave Weiner másodgitáros.
2001-ben kezdett bele a The Secret Jewel Box vállalkozásba, mely egy 10 CD-nek helyt adó doboz, mely áttekinti Vai karrierjét egy 100 oldalas kísérőkönyvecske segítségével.
2002 júliusában a Tokyo Metropolitan Szimfonikus Zenekarral lépett fel a tokiói Suntory Előadóteremben.
A 2003-as G3 turnéról Live in Denver címmel DVD és dupla CD jelent meg, utóbbi Rockin in the Free World címmel. Vai zenekarában ekkor a MacAlpine-Sheehan-Weiner trió mellett Jeremy Colson dobolt.
2004-ben a Holland Metropole Orchestra-val adta elő szimfonikus zenekarra átírt dalait ( The Aching Hunger ).
2005-ben újabb G3 DVD és CD jelenik meg. A G3: Live in Tokyo kiadványokon Steve oldalán ugyanazok a zenészek hallhatóak/láthatóak, mint a két évvel korábbi Live in Denveren.
2005 azonban új stúdiólemezt is tartogatott a rajongók számára, mely Real Illusions: Reflections címmel jelent meg. Ezt követően Vai a Steve Vai and the Breed nevet adja zenekarának.
2005 februárjában Sharon Isbin klasszikus gitárossal mutatta be elektromos és klasszikus gitárra írt dalát (The Blossom Suite), mely a párizsi Châtelet Színházban debütált.
2006-ban a Dweezil Zappa által vezetett Zappa Plays Zappa turnén speciális vendégként vett részt. A koncerteken Dweezil apjának Frank Zappának a szerzeményei hangzottak el.
2006. szeptember 21-én két szám erejéig részt vett a hollywoodi Video Games Live koncerten.
Ugyanez évben vendégeskedett Marty Friedman Loudspeaker albumán.
2007-ben fellépett a londoni Guitar Show rendezvényen. 2007 nyarán egy 2 CD-ből álló koncertlemezt adott ki Sound Theories Vol. I & II címmel, valamint vokálozott a Dream Theater Systematic Chaos albumán.
2009. augusztus 29-én a Dream Theater Progressive Nation turnéjának utolsó, görögországi koncertjén megjelent a színpadon egy jammelés erejéig.
2009 szeptemberében újabb koncertlemez jelent meg Where the Wild Things Are címmel, DVD-n és CD-n egyaránt. 2010-ben számos korábbi kislemezét tette elérhetővé a vai.com és az Amazon.com oldalakon.
Ezt követően vendégeskedett az NBC Rickey Minor and The Tonight Show Band műsorában. 2010 októberében egy Jimi Hendrix munkássága előtt tisztelgő turnéra indult az Egyesült Államokban.

### Filmek

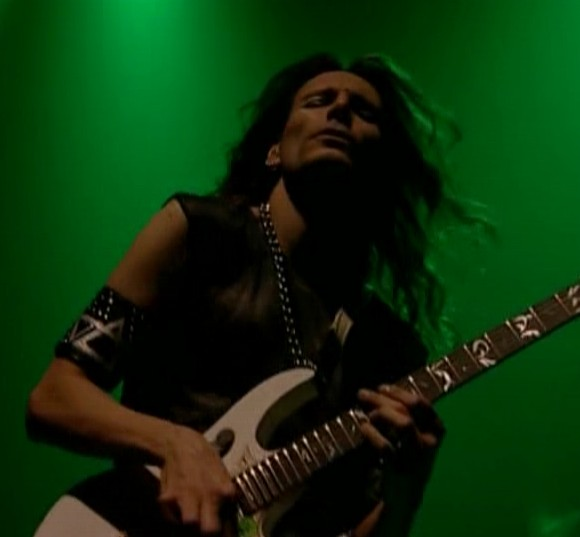
Vai 2001-ben.

Vai zenéje több játékfilmben is hallható, többek között az 1987-es Dudes címűben, vagy a 2001-es Ghosts of Mars akciófilmben. Az 1986-os Ralph Macchio filmben, a Crossroads-ban pedig szereplőként is látható, amint az ördög gitárosát játssza. A film csúcspontja, mikor Vai gitárpárbajt folytat Macchio-val. Vai Paganini Caprice No. 5 darabját játssza.

### Favored Nations
A Favored Nations Steve Vai kiadója, melyet 1999-ben alapított. Nemcsak saját lemezeit adja ki, hanem többek között olyan gitárosokét is, mint Eric Johnson, Eric Sardinas, Andy Timmons, Tommy Emmanuel, Pete Huttlinger, Adrian Legg, Larry Coryell, Mimi Fox, Stanley Jordan, Allan Holdsworth, John Petrucci, Steve Lukather, Neal Schon, de található a kínálatban zongorista (Philip Aaberg) ugyanúgy, mint klasszikus rockegyüttes (The Yardbirds) is.

### Jótékonyság
- Vai 2005-ben hivatalos támogatója lett a Little Kids Rock nonprofit szervezetnek, amely ingyen biztosít hangszeres oktatást az állami iskolákban Amerika-szerte.
- Bíróként vett részt a 3. és 8. Independent Music Awards rendezvényen, melynek célja a független művészek támogatása volt.[10]
- Steve is alapítója a Make A Noise Foundation alapítványnak, mely finanszírozza azon rászorulók zenei oktatását, akiknek anyagi gondot jelentene az órák fizetése.[11]

### Magánélete
Házastársa Pia Maiocco a Vixen egykori basszusgitárosa, aki látható volt az 1984-es Hardbodies című szexkomédiában is.
Házasságukból két gyermek született Fire és Julian.
Szabadidejében méhészkedéssel foglalkozik. A munka során nyert mézet eladja, hogy a bevételből támogatni tudja a Make a Noise Foundation alapítványt.

### Stílus

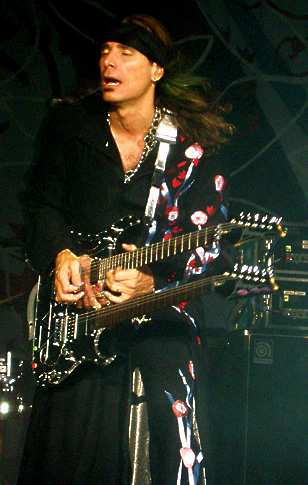
Steve Vai duplanyakú Ibanez gitárjával

Steve Vai a modern rockgitározás legújítóbb, legnagyobb hatású gitárosa Joe Satriani mellett.
Hangzása és stílusa kiemelkedően egyéni, 1990-ben megjelent Passion and Warfare albuma új távlatokat nyitott a rockgitározás történetében, valamint utat mutatott a 90-es évek gitárhőseinek, így többek között Mike Einziger, Tom Morello és James "Munky" Shaffer számára.
Felbukkanásával új szint hozott a 80-as évek második felének rockgitározásába, melyet a gyakran egymást másoló neoklasszikus gitárhősök uraltak.
Stílusát nehéz kategorizálni, mert ugyanúgy megtalálható benne a hard rock, mint a progresszív metal, a neoklasszikus elemek, bluesos elmélkedések vagy a tremolókar extrém használata.
A sebességet a húrok gyors lenyomásával és felengedésével éri el, hasonlóan mint Satriani, ellentétben azzal a technikával, amiben gyorsan pengetik a húrokat (shred).
Ugyan a shredder jellegű fénysebes pengetéstechnika távol áll tőle, ennek ellenére boszorkányos gyorsasággal futtatja ujjait a fogólapon, melyeket gyakran komplex tapping futamokkal színesít.
Játékára a precíz, pontos hangszerkezelés jellemző, szerzeményei magas fokú zeneelméleti tudásról tesznek tanúbizonyságot.
A hangzások terén mindig új utakat kereső Vai-t sokan kritizálják kísérletező kedve, valamint bizarr hangzásai révén. Sokszor kritizálják, miszerint játékában inkább a technikás elemekre helyezi a hangsúlyt, így játékából hiányzik az érzés. Rajongói azonban dicsérik kreativitását, ötletességét, valamint egyéni zenei megoldásait. Szólóiban többször is visszatérő momentum a líd skála használata. Zappa kemény munkát követő hozzáállását tekinti példának a zeneszerzés és az élőben nyújtott teljesítmény terén, amit a kemény rockzenére jellemző színpadiassággal és feltűnő viselettel prezentál.

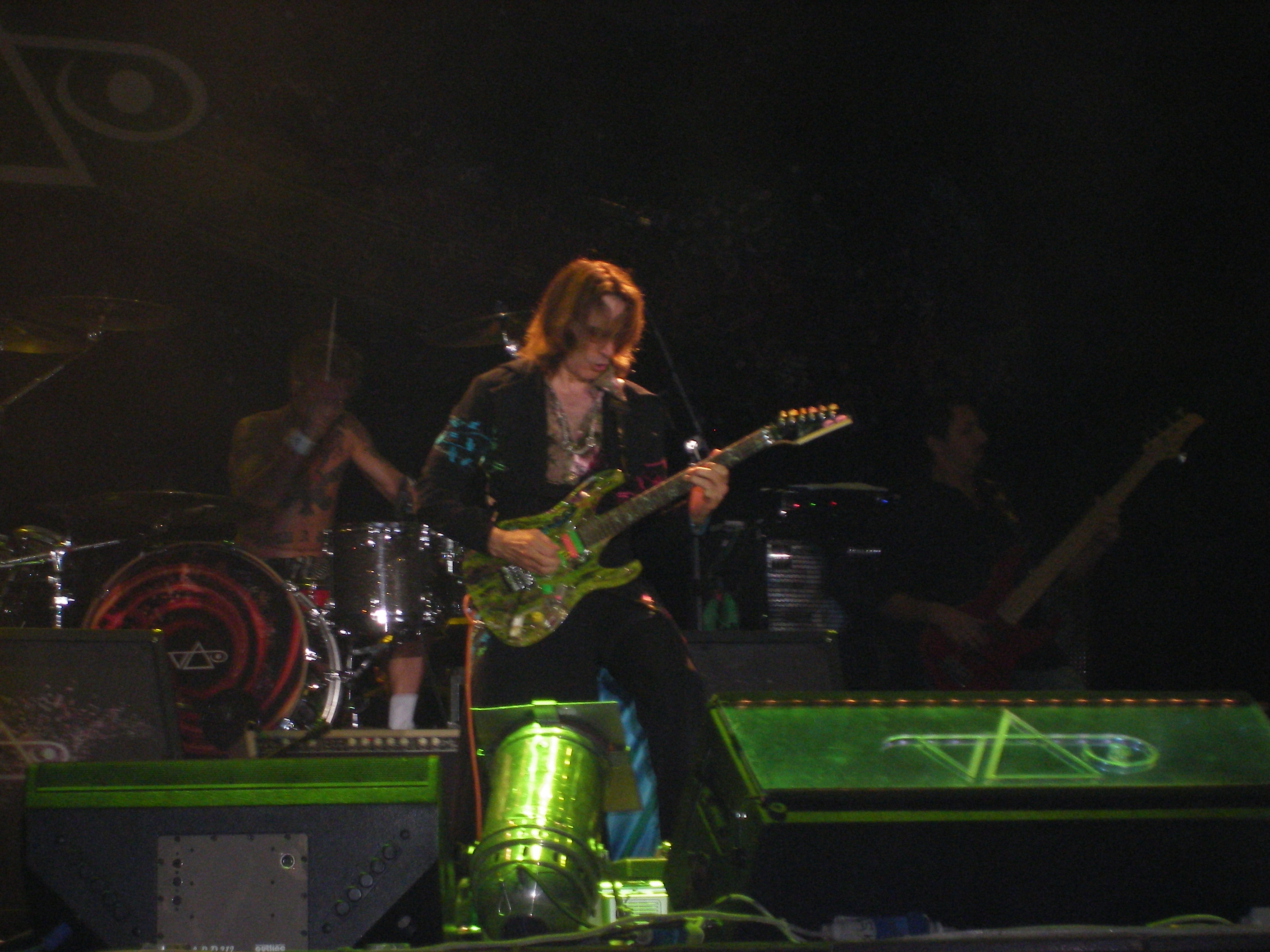
Egy 2007-es koncerten

Zenei tekintetben mindig új utakat keres, erre példa a 100 tagú tokiói Metropolitan Symphony Orchestra-val adott koncertje, melynek keretén belül előadta az elektromos gitárra írt concerto-t mely a "Fire Strings" címet viseli és Ichiro Modaira japán zeneszerző szerezte. Saját elmondása szerint a 20 perces, hangnem nélküli elektromos gitárszóló megtanulása volt karrierjének legigényesebb feladata.

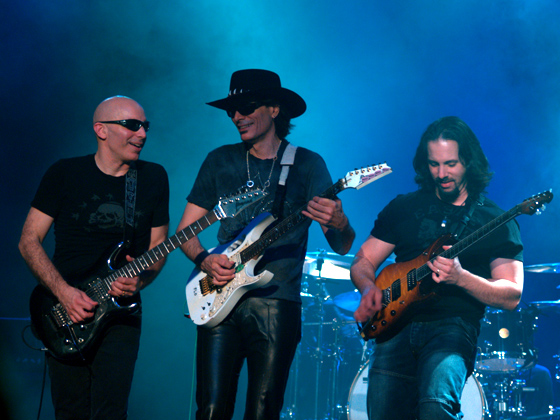
Joe Satriani, Steve Vai (középen) és John Petrucci – G3 koncert, Ausztrália, Melbourne, The Palias (2006 december)

| „           | Szinte lehetetlen eljátszani, és éppen ez az amiért megcsináltam. Azt hiszem, csak néhány gitáros tudja eljátszani, de nem tudom ki, mert ez a zene félelmetes időt és odaadást igényel. Hihetetlenül nagy megtiszteltetés volt, hogy részese lehettem. | ” |
| – Steve Vai | |   |

### Felszerelés
Mivel Vai producerként is dolgozik, ezért két saját stúdió van a birtokában. (The Mothership és a The Harmony Hut). Miután ismert és elismert gitáros lett, egyből megalkotta a saját "gitárcsaládját" az Ibanez cégnél.
Ibanez Jem gitárjaiból lett kifejlesztve az Ibanez Universe. A hangszer kifejlesztéséhez segítségül kérték Vai-t is, így az első 7 húros gitár az ő nevéhez fűződik. A hét húrhoz külön húrláb, hangszedők és nyak tervezésére volt szükség.
A Steve Vai signature Ibanez gitárok külsőre annyiban módosulnak a hagyományos társaikhoz, hogy az ismerős dupla bevágás élesebb profilokat kapott, valamint az alsó bevágás mélyebben van, így könnyebben hozzáférhetőek a magasabb fekvések.
A test anyaga amerikai hárs amely könnyűvé teszi a hangszert, és jó mélyhanghűséggel rendelkezik. A védőlap tükörfényezésű műanyag. Gitárjainak nyaka általában juharból készül. A 24 érintős rózsafa fogólapon piramis berakások találhatóak, de az újabb hangszerein már egy bonyolult "Életfa" látható. Leggyakrabban humbucker – single coil kiszerelésű DiMarzio hangszedőket használ. Gitárjain 5 állású kapcsoló található, mely a 7 húros Ibanez Universe esetében a kettes és négyes pozícióban megfelezi a humbuckereket. Adott egy fő hangerő és hangszínszabályzó is, míg a Jack-aljzat süllyesztett. Minden gitárján Floyd Rose rendszerű húrláb található. Leggyakrabban az alábbi gitárjait használja: Evo, JEM7V, és a "Flo" nevűt, mely egy személyre szabott JEM 77FP modell.
Erősítők terén szinte már minden nagy márkát kipróbált, míg össze nem fogott a Carvin cég embereivel. Neve azóta márr szinte összeforrt a Carvinnal.
Saját nevével ellátott Signature erősítői közül az egyik legújabb fejlesztése a Carvin Steve Vai Legacy II mely az alábbiakat tartalmazza:
- VL2100 100-watt Legacy II head
- VL2412 100-watt single stack cabinet
- VL2812 100-watt double stack cabinet
- VL2122 100W combo

Effektek terén széles választékkal rendelkezik. Lába alatt többek között megtalálható a legendás, de általa némiképp módosított Boss DS-1 pedál, egy Ibanez Tube Screamer, egy Morley Bad Horsie, egy Ibanez Jemini Twin Distortion pedál, egy TC Electronics G-System, egy Morley Little Alligator Volume pedál és így tovább.
Vai személyiségétől nem állnak távol az extrém hangszerek használatai sem. A Whitesnake tagjaként gyakran lehetett látni egy szív alakú, három nyakú gitárral, de duplanyakú gitárból is több darabbal rendelkezik, köztük található olyan is melynek egyik nyaka hagyományosan az elektromos gitár funkcióit látja el, míg a másik akusztikus. Gyűjteményének kuriózuma a JEM Triple-Neck, mely egy 3 nyakú, fehér színű darab. A három nyakból az egyik 6, míg a másik 12 húros, a harmadik pedig fretless fogólappal rendelkezik, melyhez egy Fernandes Sustainer hangszedő tartozik.
Néhány gitárjába (Billy Sheehanhez hasonlóan) kék fényt kibocsátó lézerpálca van építve.
Fontosabb felszerelései:
gitárok:
- Ibanez JEM és Universe modellek

erősítő:
- 2db 100 wattos Carvin Legacy fej egy-egy Carvin Legacy ládával

pedálok:
- Boss DS-1 distorsion
- Boss FV 50-H Stereo Volume Pedal
- Digitech WH-1 Whammy
- Morley Bad Horsie Wah

rack-effektek:
- Eventide H3000/3500 Harmonizer
- Roland SDE-3000 Digital Delay
- TCS Electronic Fireworx multieffekt
- TC Electronics G-Force multieffekt

## G3 kronológia
- 1996: Live in Concert észak-amerikai turné résztvevők: Joe Satriani, Stu Hamm, Jeff Campitelli, Steve Vai, Mike Keneally, Philip Bynoe, Mike Mangini, Eric Johnson, Stephen Barber, Roscoe Beck, Brannen Temple és Adrian Legg
- 1997 észak-amerikai turné résztvevők: Joe Satriani, Stu Hamm, Jeff Campitelli, Kenny Wayne Shepherd, Noah Hunt Jimmy Wallace, Joe Nadeau, Sam Bryant, Robby Emerson és Robert Fripp
- 1998 európai turné résztvevők: Joe Satriani, Stu Hamm, Jeff Campitelli, Michael Schenker, Seth Bernstein, Shane Gaalaas, Jeff Kollman, David Van Landing, Gary Barden, Uli Jon Roth, Liz Vandall, Clive Bunker és Don Airey
- 2001 & 2002 észak-amerikai és mexikói turné résztvevők: Joe Satriani, Jeff Campitelli, Stu Hamm, Steve Vai, Billy Sheehan, Virgil Donati, Mike Keneally, Dave Weiner, John Petrucci, Mike Portnoy, Dave LaRue, Steve Lukather, Paul Gilbert (Los Angeles), Billy Gibbons (Houston), Andy Timmons (Ft. Worth), Eric Johnson (Austin), Neil Schon (Detroit) és Steve Morse (Orlando).
- 2003 – Live in Denver résztvevők: Joe Satriani, Matt Bissonette, Jeff Campitelli, Galen Henson, Steve Vai, Tony MacAlpine, Dave Weiner, Billy Sheehan, Jeremy Colson, Yngwie Malmsteen, Patrick Johannsen, Mick Cervino és Jocke Svalberg.
- 2004 európai és észak-amerikai turné résztvevők: Joe Satriani, Steve Vai, Robert Fripp, Dave Weiner, Tony McCalpine, Billy Sheehan, Jeremy Colson, Jeff Campitelli, Galen Henson és Matt Bissonette
- 2005 – Live in Tokyo résztvevők: Joe Satriani, Matt Bissonette, Jeff Campitelli, Galen Henson, Steve Vai, Tony MacAlpine, Dave Weiner, Billy Sheehan, Jeremy Colson, John Petrucci, Mike Portnoy és Dave LaRue
- 2006 – Live in Latin America résztvevők: Joe Satriani, Dave LaRue, Jeff Campitelli, Galen Henson, Eric Johnson, Roscoe Beck, Tommy Taylor, John Petrucci, Mike Portnoy és Dave LaRue
- 2006 – Live in Australia résztvevők: Joe Satriani, Dave LaRue, Jeff Campitelli, Kevin Albert, Steve Vai, Tony MacAlpine, Kevin Albert, Billy Sheehan, Jeremy Colson, John Petrucci, Mike Portnoy és Dave LaRue

## Diszkográfia

### Szóló albumok
- 1984: Flex-Able
- 1984: Flex-Able Leftovers
- 1990: Passion and Warfare
- 1993: Sex and Religion
- 1995: Alien Love Secrets
- 1996: Fire Garden
- 1999: The Ultra Zone
- 2000: The Seventh Song
- 2001: Alive in an Ultra World
- 2002: The Elusive Light and Sound, volume 1
- 2003: The Infinite Steve Vai: An Anthology
- 2005: Real Illusions: Reflections
- 2007: Sound Theories
- 2009: Where the Wild Things Are
- 2012: The Story of Light
- 2016: Modern Primitive
- 2022: Inviolate

### Filmzenék
- 1987: Dudes
- 1991: Bill & Ted's Bogus Journey
- 1992: Encino Man
- 1994: PCU
- 1997: Formula 1
- 2001: Halo: Combat Evolved Original Soundtrack
- 2001: Ghosts of Mars
- 2004: Halo 2 Soundtrack Volume 1
- 2006: Halo 2 Soundtrack Volume 2

### Frank Zappával készült felvételek
- 1981: Tinseltown Rebellion
- 1981: Shut Up ’n Play Yer Guitar
- 1981: You Are What You Is

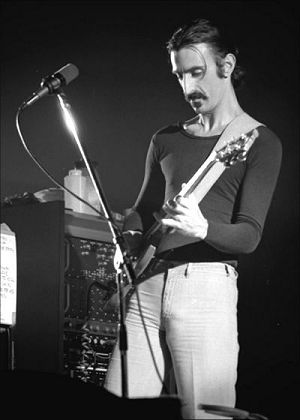
Frank Zappa

- 1982: Ship Arriving Too Late to Save a Drowning Witch
- 1983: The Man from Utopia
- 1984: Them or Us
- 1984: Thing-Fish
- 1985: Frank Zappa Meets the Mothers of Prevention
- 1987: Jazz from Hell
- 1988: Guitar
- 1988: You Can’t Do That on Stage Anymore Sampler
- 1988: You Can’t Do That on Stage Anymore Vol. 1
- 1989: You Can’t Do That on Stage Anymore Vol. 3
- 1991: You Can’t Do That on Stage Anymore Vol. 4
- 1991: Beat the Boots I: As An Am
- 1992: You Can’t Do That on Stage Anymore Vol. 5
- 1992: You Can’t Do That on Stage Anymore Vol. 6
- 1995: Strictly Commercial
- 1997: Have I Offended Someone?
- 1998: Cheap Thrills
- 1999: Son of Cheep Thrills
- 2007: Buffalo (1980-as koncert)
- 2008: The Dub Room Special! (1981-es koncert részei)

### Más előadókkal
(év – előadó – album)
- 1985 – Heresy – At The Door
- 1985 – Alcatrazz – Disturbing the Peace
- 1985 – Public Image Ltd – Album
- 1986 – Bob Harris – The Great Nostalgia
- 1986 – Shankar & Caroline – The Epidemics
- 1986 – David Lee Roth – Eat 'em and Smile
- 1986 – Randy Coven – Funk Me Tender
- 1986 – Western Vacation – Western Vacation
- 1988 – David Lee Roth – Skyscraper
- 1989 – Whitesnake – Slip of the Tongue
- 1990 – Rebecca – The Best of Dreams
- 1991 – Alice Cooper – Hey Stoopid
- 1991 – Zappa’s Universe (tribute-lemez, 1991. – Grammy-díj)
- 1994 – Whitesnake– Greatest Hits
- 1995 – Ozzy Osbourne – Ozzmosis
- 1996 – Wild Style – Cryin'
- 1997 – Munetaka Higuchi with Dream Castle – Free World
- 1997 – Joe Satriani/Eric Johnson/Steve Vai – G3: Live in Concert
- 1997 – David Lee Roth – The Best of David Lee Roth
- 1998 – Gregg Bissonette – Gregg Bissonette
- 1998 – Al Di Meola – The Infinite Desire
- 1999 – Joe Jackson – Symphony No. 1
- 2000 – Whitesnake – The Back to Black Collection
- 2000 – Gregg Bissonette – Submarine
- 2000 – Thana Harris – Thanatopsis
- 2001 – Robin DiMaggio – Blue Planet
- 2001 – Billy Sheehan – Compression
- 2002 – Tak Matsumoto – Hana
- 2003 – Surinder Sandhu – Saurang Orchestra
- 2003 – Eric Sardinas – Black Pearls
- 2003 – Steve Lukather & Friends – SantaMental
- 2003 – Glenn Hughes and Joe Lynn Turner – HTP2
- 2003 – Shankar & Gingger – One In A Million
- 2003 – The Yardbirds – Birdland
- 2004 – Joe Satriani, Steve Vai, Yngwie Malmsteen – G3 Live – *Rockin In The Free World
- 2004 – Motörhead – Inferno
- 2004 – Bob Carpenter – The Sun, The Moon, The Stars
- 2004 – Mike Keneally – Vai: Piano Reductions, Vol. 1
- 2005 – John Lowery – Songs for Sanity
- 2005 – Dave Weiner – Live at Astoria DVD
- 2005 – Joe Satriani, Steve Vai, John Petrucci – G3 Live in Tokyo
- 2006 – The Devin Townsend Band – Synchestra
- 2006 – Marty Friedman – Loudspeaker
- 2006 – Meat Loaf – Bat Out of Hell III: The Monster is Loose
- 2007 – Zappa Plays Zappa – Zappa Plays Zappa (CD és DVD)
- 2022 – Polyphia – Ego Death